# قیه قشلاقی (نیر)
قیه قشلاقی یک روستا در ایران است که در دهستان مهماندوست واقع شده‌است. قیه قشلاقی ۱۲۹ نفر جمعیت دارد.